# Nymphidae
Nymphidae — родина сітчастокрилих комах підряду Myrmeleontiformia.

## Поширення

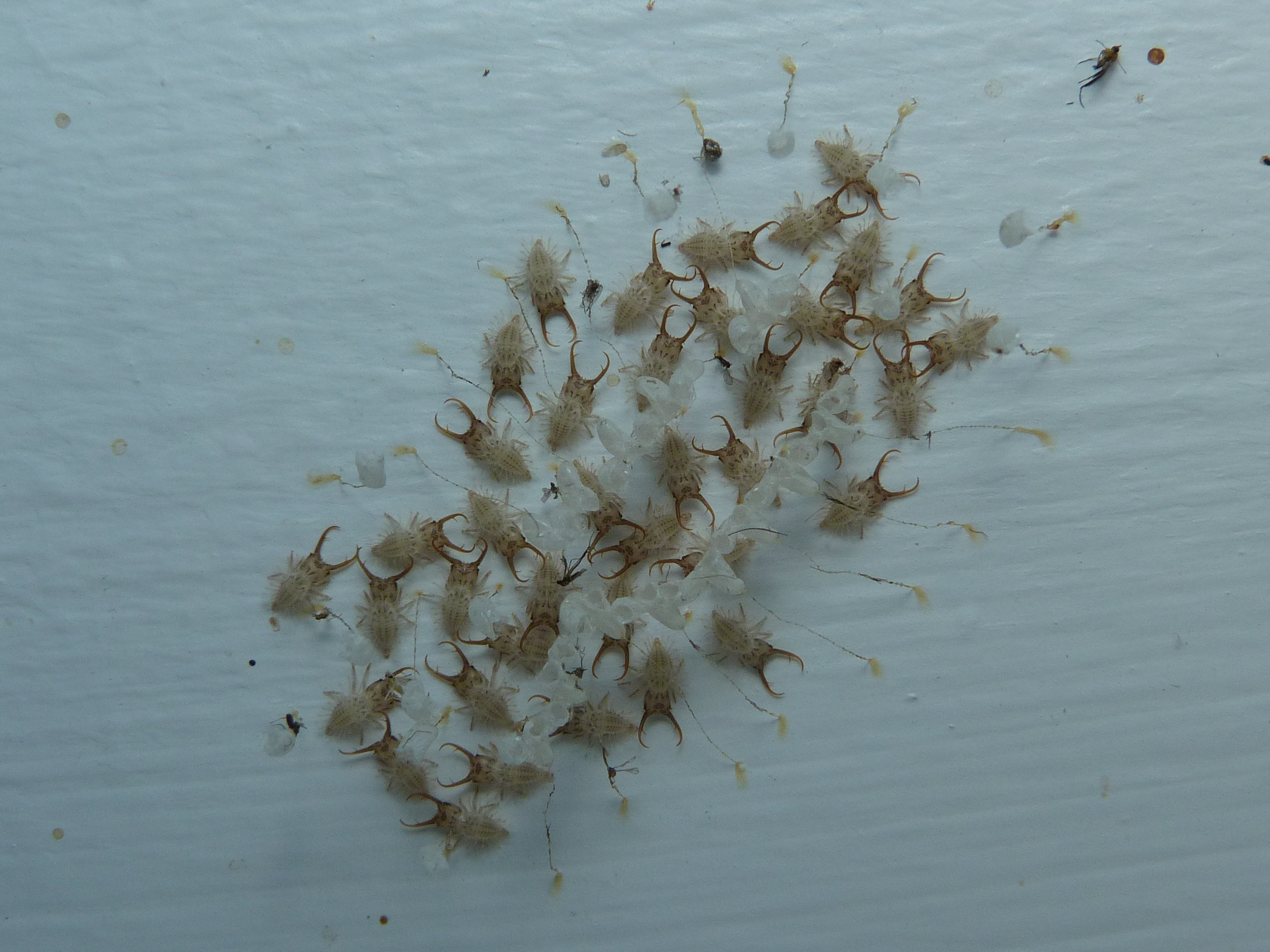
Личинки Nymphes myrmeleonoides

Nymphidae поширені лише в Австралії, Нової Гвінеї та деяких островах Океанії. У викопному стані трапляються на всіх континентах. Найдавнішими відомими представниками родини є Daonymphes та Liminympha, що знайдені у пізньоюрських відкладеннях Китаю і датуються віком 164 млн років.

## Опис
Довжина крил 18-40 мм. Зовні нагадують золоточок. На правій і лівій щелепах личинок розташовується по одному зубцю, що є характерною ознакою родини.

## Таксономія
Найближчими родичами Nymphidae є вимерлі родини Nymphitidae, Brogniartiellidae та Babinskaiidae, що відомі з кінця крейдового періоду. Сучасними найближчими родичами є мурашині леви (Myrmeleontidae) та аскалафи (Ascalaphidae).

## Роди
Сучасні
- Austronymphes
- Myiodactylus
- Nesydrion
- Norfolius
- Nymphes
- Osmylops
- Umbranymphes

Викопні
- †Araripenymphes
- †Baissoleon
- †Cretonymphes
- †Dactylomyius
- †Daonymphes
- †Elenchonymphes
- †Liminympha
- †Mesonymphes
- †Nymphavus
- †Nymphites
- †Olindanymphes
- †Pronymphes
- †Rafaelnymphes
- †Santananymphes
- †Sialium
- †Spilonymphes